# シローク

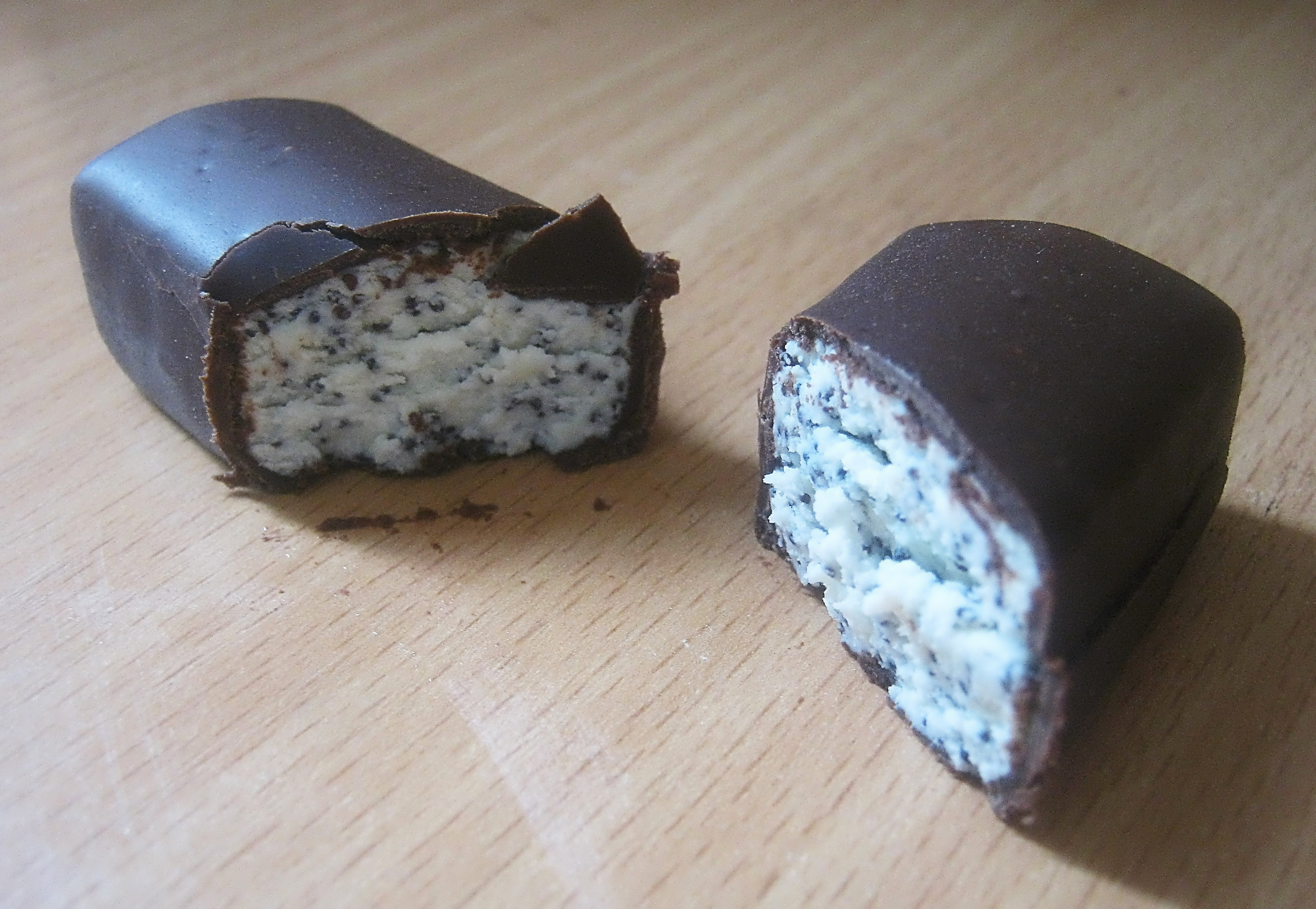
シローク

シローク（ロシア語: сырок）とは、ロシアのフレッシュチーズ（カッテージチーズ）であるトヴァロークを使ってチョコレートでコーティングしたロシアや東欧のお菓子。イチゴ、バニラ、ブドウ、ココナッツ、チョコレートなどさまざまな味があり製造会社や店舗によって異なる。カッテージチーズの中にキャラメルや果物のジャムが入っているものや、下にワッフル生地や堅いフルーツゼリーを敷いたものも存在する。常温だと型崩れしやすいので冷やして食べられることが多い。カッテージチーズの味は酸味のあるチーズ、ヨーグルトとチーズの中間のような味がする。
ロシアのほとんどの食料品店で販売されている。価格は販売している地域によって違うがおよそ10ルーブルから25ルーブル、少し高い商品でもて35ルーブルから45ルーブル程のものがある。

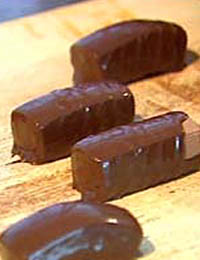
生産ラインでチョコレートグレーズドする工程